# Eulithis juncta
Eulithis juncta är en fjärilsart som beskrevs av Barend J. Lempke 1950. Eulithis juncta ingår i släktet Eulithis och familjen mätare. Inga underarter finns listade i Catalogue of Life.